# Gabe Woodward
Gabriel „Gabe“ Thomas Woodward (* 6. Juli 1979 in Bakersfield, Kalifornien) ist ein ehemaliger Schwimmer aus den Vereinigten Staaten. Er erhielt bei Olympischen Spielen eine Bronzemedaille.

## Karriere
Woodward graduierte 2001 an der University of Southern California. 2004 schwamm er für die Irvine Novaquatics.
Bei der Universiade 1999 in Palma de Mallorca gewann Woodward die Bronzemedaille mit der 4-mal-100-Meter-Freistilstaffel.
Bei den Olympischen Spielen 2004 in Athen erreichte die 4-mal-100-Meter-Freistilstaffel in der Besetzung Gabe Woodward, Nate Dusing, Neil Walker und Gary Hall junior das Finale in der zweitschnellsten Zeit. Im Endlauf siegten die Südafrikaner vor den Niederländern und der US-Staffel mit Ian Crocker, Michael Phelps, Neil Walker und Jason Lezak. Alle sieben eingesetzten Schwimmer aus den Vereinigten Staaten erhielten eine Bronzemedaille.
2007 bei den Panamerikanischen Spielen in Rio de Janeiro belegte Woodward den zweiten Platz mit der 4-mal-100-Meter-Freistilstaffel. Über 100 Meter Freistil erschwamm er die Bronzemedaille und über 50 Meter Freistil wurde er Vierter.
2017 wurde Gabe Woodward Cheftrainer für den Aufbau eines Schwimmprogramms an der christlichen Master’s University in Los Angeles.